# Отра (приток Москвы)
Отра — река в Московской области России, правый приток Москвы-реки. Протекает по территории Раменского городского округа и городского округа Воскресенск.
Длина реки составляет 32 км, площадь водосборного бассейна — 223 км². Берёт начало южнее деревни Панино, в 6 км юго-западнее города Бронницы. Протекает в восточном направлении. Левобережная часть бассейна в верхнем течении покрыта старым дубовым лесом. Впадает в реку Москву в 44 км от её устья, в 6 км выше города Воскресенска.
По данным Государственного водного реестра России, относится к Окскому бассейновому округу. Речной бассейн — Ока, речной подбассейн — бассейны притоков Оки до впадения Мокши, водохозяйственный участок — Москва от водомерного поста в деревне Заозерье до города Коломны.